# Chaahat
Pour plus de détails, voir Fiche technique et Distribution.
Chaahat (चाहत) est un film indien réalisé par Mahesh Bhatt, sorti en 1996.

## Synopsis
Shambhu (Anupam Kher) et son fils Roop (Shah Rukh Khan) sont deux chanteurs du Rajasthan sans le sou. Ils sont très complices, s’entendent parfaitement et sont heureux ainsi, bien que le père souhaite voir son fils marié. Mais Shambhu est malade. Malgré son entêtement, il accepte de se faire soigner à l’hôpital de Bombay, à condition que Roop épouse la femme qu’il aura choisie.
À Bombay, après avoir laissé son père à l’hôpital, Roop cherche du travail pour payer les soins de son père. Un soir, dans la rue, il échappe à un accident grâce à l’intervention d’une jeune femme qui disparaît sans lui laisser son nom.
Alors qu’il chante dans un hôtel pour les invités d’un anniversaire, Roop fait la connaissance de Reshma une fille tourmentée et de son frère Narang, un homme puissant et redouté.
Reshma voue une passion pour Roop instantanément. Elle le fait engager dans un des hôtels de son frère.
Roop revoit sa belle inconnue par hasard. De tendres sentiments commencent à s’installer entre eux, sans oser l’avouer. Shambhu, de son côté fait la connaissance d’une belle infirmière, Pooja. Shambhu décide que Pooja sera sa belle fille et lui demande sa main pour Roop. Or, Pooja et la belle inconnue de Roop ne sont qu’une et même personne. Lorsque Roop l’apprend, il est fou de joie et se fiance avec Pooja.
Mais, hélas, le manque d’argent pour l’opération de son père oblige Roop à vendre son âme à Narang et à sa sœur. Il doit rompre avec Pooja. Après avoir travaillé pour eux, Roop pense avoir remboursé sa dette. Il décide de repartir pour le Rajashthan auprès de son père et de reconquérir Pooja. Mais Reshma tente de se suicider, ce qui rend furieux Narang. Il pourchasse Roop jusqu’au Rajashthan, tue Shambhu, enlève Pooja et laisse pour mort Roop. Mais celui-ci revient à Bombay pour un combat face à face avec Narang où Reshma perdra la vie.

## Fiche technique
- Titre : Chaahat
- Titre en hindi : चाहत
- Réalisateur : Mahesh Bhatt
- Producteurs : Robin Bhatt, Viral Lakhia
- Scénario : Robin Bhatt, Akash Khurana, Javed Siddiqui
- Compositeurs : Anu Malik, Amar Haldipur
- Photographie : Ashok Behl
- Montage : Bharat Singh
- Direction artistique : Gappa Chakraborty
- Pays :  Inde
- Langue : Hindi
- Genre : Comédie dramatique
- Durée : 146 minutes
- Date de sortie :

 Inde : 6 juin 1996

## Distribution
- Shahrukh Khan : Roop Singh Rathod
- Pooja Bhatt : Pooja
- Anupam Kher : Shambunath Singh Rathod
- Naseeruddin Shah : Ajay Narang
- Ramya Krishnan : Reshma Narang
- Mushtaq Khan : Anna
- Pankaj Berry : Raja